# Arne Højme Nielsen
Arne Halfdan Sigurd Højme (Nielsen) (14. juni 1884 i København – 17. april 1967 i Herning) var en dansk atlet og idrætsinstruktør. Vandt fem danske mesterskaber og satte otte danske rekorder.
Han var medlem af Københavns FF (senere Københavns IF). Han deltog i OL 1908 i London i 3500 meter gang og 10 mile gang. Dansk fanebærer og leder for det danske atletik hold ved OL 1912 i Stockholm og har også leder ved OL 1920 i Antwerpen. 

## Danske mesterskaber
- 1 engelsk mil gang 1905-1906
- 20 km gang 1906
- 50 km gang 1904 og 1906
- 4*100 meter 1912

## Idrætsleder meriter
- 1909-1910 sekretær i Dansk Atletik Forbund
- 1910-1921 formand for Dansk Atletik Forbund og Dansk Idræts-Forbunds bestyrelse og Danmarks Olympiske Komité
- Sekretær i Nordisk Idræts-forbund
- 1908-1910 og 1922-1928 formand for KFF/KIF
- Var efter 1933 instruktør i en del atletikklubber i provinsen og København.